# 柴田美奈
柴田 美奈（しばた みな、1995年10月24日 - ）は、東海テレビ放送のアナウンサー。

## 経歴・人物
愛知県名古屋市生まれ、神奈川県横浜市育ち。
幼少からクラシックバレエに打ち込む。趣味はバレエやミュージカル鑑賞。
湘南白百合学園小学校、
湘南白百合学園中学高等学校、
白百合女子大学文学部フランス語フランス文学科卒業。
2015年、第47回ミス日本コンテストにおいて、世界に誇る日本の水の知恵と文化を伝える、水の外交官のような役割が期待される「水の天使」を受賞。国土交通大臣表敬訪問や、国際シンポジウムの司会など、約1年間で100を超える活動をした。。
フジテレビのアナウンススクールに通い、2016年第30期「BSフジ学生キャスター」に選抜。BSフジNEWS、その他BSフジ番組に出演。
2018年4月東海テレビ放送入社。研修期間を経て2018年8月29日の東海テレニュースでデビュー。
情報、報道、スポーツ、ナレーションと様々な番組を担当。2019年には、東海テレビ「スイッチ!」の企画で、御園座で上演された名古屋西川流「名古屋をどり」に出演、日本舞踊に初挑戦した。また、劇団四季の「パリのアメリカ人」主演俳優と名古屋四季劇場で共演し、特技のクラシックバレエを披露している。
2021年1月より峰竜太と『ドラHOTプラス』のMCを務めた。愛知出身の父は大のドラゴンズファンで、中でも岩瀬仁紀のファンだという。
第37回FNSアナウンス大賞 にて、新人部門1位を受賞。
2021年6月5日にバンテリンドームで開催された、「日本生命セ・パ交流戦　中日－オリックス」の「ガールズシリーズ2021」にてセレモニアルピッチを担当。球界のレジェンド・中日OBの山本昌からピッチング指導を受け登板。

山崎育三郎の大ファン。2024年4月、ニュースONEメインキャスター就任直後に初インタビュー。特集として放送された。

## 現在の出演番組
- ニュースONE  メインキャスター(月〜金)

## 過去の出演番組

### 学生時代
- BSフジNEWS（BSフジ、第30期女子大学生キャスター、2016年5月 - 11月）

### 東海テレビ
- TIP OFF! シーホース（2018年10月6日 - 2021年3月27日）
- 祭人魂（2020年4月18日 - 2021年3月27日）
- スイッチ!
- ドラHOTプラス MC（2021年1月10日 -2024年3月23日まで ）
- タイチサン